# Vergennes, Illinois
Vergennes là một làng thuộc quận Jackson, tiểu bang Illinois, Hoa Kỳ. Năm 2010, dân số của làng này là 298 người.

## Dân số
Dân số qua các năm:
- Năm 2000: 491 người.
- Năm 2010: 298 người.